# Narządy Biddera
Narządy Biddera – narządy znajdujące się przy gonadach u samców i samic prawie wszystkich gatunków płazów z rodziny ropuchowatych (Bufonidae). Jeżeli usunie się samcom ropuchy jądra (kastracja), wówczas komórki płciowe w narządach Biddera wznawiają proces tworzenia jaj (oogeneza). Brak wykształcenia jajowodów u takich samców uniemożliwia im rozmnażanie. Jest to przykład tzw. obojnactwa warunkowego.
Ich odkrywcą był niemiecki anatom Friedrich Bidder.